# Neisser Jesusleben
Das Neißer Jesusleben oder Neisser Jesusleben ist eine Beschreibung des Lebens und der Lehre Christi in mittelhochdeutscher Prosa aus dem Jahre 1330. Der Name des Neisser Verfassers ist unbekannt.
Der Beschreibung nach einer lateinischen Vorlage lag neben den vier Evangelien eine Anzahl kirchlich unechter Schriften zugrunde.